# Moto 360
Moto 360 — умные часы от компании Motorola. Устройство анонсировано 25 июня 2014 года. 5 сентября Motorola объявила о начале продаж часов.
В сентябре 2015 года на выставке IFA 2015 компания Motorola представила второе поколение умных часов Moto 360.
Часы работают на Android Wear.

## Аппаратное обеспечение и дизайн
Форм-фактор Moto 360 основан на круглом дизайне традиционных часов, диаметр 40 мм (1,5 дюйма) сенсорный дисплей. Корпус выполнен из нержавеющей стали и доступен в различных вариантах отделки. Съемные ремешки для запястья доступны из металла и натуральной кожи. Часы водонепроницаемы и имеют только одну физическую кнопку.
Часы заряжаются беспроводным способом, будучи помещенными в прилагаемую подставку. Внутренне  он оснащен двойными микрофонами для распознавания голоса и подавления шума, а также вибромотором, обеспечивающим тактильную обратную связь. Датчик освещенности оптимизирует яркость экрана и позволяет управлять жестами, например, гасить экран, накрыв его ладонью. Для подключения и управления беспроводными наушниками предусмотрен Bluetooth 4.0. В примечаниях к выпуску в июне 2015 года Motorola объявила о поддержке Wi-Fi для устройства, чтобы его можно было использовать вне зоны действия Bluetooth. Датчик частоты сердечных сокращений и 9-осевой акселерометр поддерживают мониторинг здоровья и активности. Устройство имеет сертификат IP67 для защиты от пыли и пресной воды, рассчитанный на 30 минут на глубине 1,5 метра (4,9 фута).

## Программное обеспечение
Moto 360 работает под управлением Android Wear, платформы Google на базе Android, специально разработанной для носимых устройств. В настоящее время 360 работает под управлением Android Marshmallow и сопрягается с любым телефоном под управлением Android 4.3 или выше и любым iPhone под управлением IOS 8 или выше. Его программное обеспечение отображает уведомления с сопряженных телефонов. Он использует сопряженные телефоны для включения интерактивных функций, таких как карточки Google Now, поиск, навигация, воспроизведение музыки, и интеграции с приложениями, такими как фитнес, EverNote и другими..